# Гавилан, Хайме
Ха́йме Гавила́н Марти́нес (исп. Jaime Gavilán Martínez; 12 мая 1985, Валенсия) — испанский футболист, игравший на позиции полузащитника.

## Клубная карьера
Молодой полузащитник начинал карьеру в молодёжной команде «Спортинг Бенимаклет», после которой попал в систему «Валенсии». За главную команду клуба он дебютировал 19 апреля 2003 года в матче с «Вальядолидом». С 2004 по 2006 годы игрок выступал за «Тенерифе» и «Хетафе» на правах аренды. В сезоне 2006/07 он получил доверие главного тренера «летучих мышей» Кике Флореса и стал использоваться в системе ротации «Валенсии». Однако Флореса вскоре сменил Рональд Куман, который предпочёл Хайме более мастеровитых игроков, и Гавилан снова отправился на правах аренды в «Хетафе». Летом 2008 года «Хетафе» выкупил игрока. За короткое время Хайме стал лидером команды, а впоследствии и её капитаном.

## Карьера в сборной
Хайме участвовал на множестве различных турниров в составах юношеских и молодёжных сборных Испании. Он завоевал две золотые и одну серебряную медаль, играя в юношеских и молодёжных сборных.

## Достижения
- Обладатель кубка Испании (1): 2007/08
- Чемпион Европы (до 17 лет) (1): 2001
- Серебряный призёр молодёжного чемпионата мира (до 20 лет) (1): 2003
- Чемпион Европы (до 19 лет) (1): 2004